# Sunny (film 1941)
Sunny – amerykański film z 1941 roku w reżyserii Herberta Wilcoxa.

## Opis filmu
Piękna Sunny O’Sullivan (Anna Neagle), występująca w cyrku jest zakochana w synu bogatego dealera samochodowego, wbrew opinii jej rodziny. Film bogaty w pełne werwy numery taneczne z Rayem Bolgerem.

## Obsada
- Anna Neagle – Sunny O’Sullivan
- Ray Bolger – Bunny Billings
- John Carroll – Larry Warren
- Edward Everett Horton – Henry Bates
- Grace Hartman – Juliet Runnymede
- Paul Hartman – Egghead
- Frieda Inescort – Elizabeth Warren
- Helen Westley – ciotka Barbara
- Benny Rubin – major Montgomery Sloan
- Muggins Davies – Muggins
- Richard Lane – reporter
- Martha Tilton – Królowa Kier
- Torben Meyer – Jean (kierownik sali)

## Nagrody i nominacje
| Nazwa nagrody | Wygrane            | Nominacje                                        |
| ------------- | ------------------ | ------------------------------------------------ |
| Oscar         | 1942 bez rezultatu | 1942 Najlepsza muzyka w musicalu Anthony Collins |